# 褐鱈
褐鱈為輻鰭魚綱鱈形目褐鱈科的其中一種。

## 分布
本魚分布於東北大西洋，包括從比斯開灣至摩洛哥、維德角群島、亞速群島、地中海等海域。

## 深度
水深13~614公尺。

## 特徵
本魚腹鰭絲狀鰭條延伸至臀鰭起點；第一背鰭無延長之鰭條，鰭條數60~63枚；臀鰭鰭條數54~64枚。側線鱗數120~140；側線上方橫列鱗數11~12。體呈黑色或紅褐色，側邊叫淡色。體長可達60公分。

## 生態
屬礁區魚類，夜行性，白天通常躲於礁石洞穴中。以小魚及無脊椎動物為食，生殖季節在春季。

## 經濟利用
此魚在西班牙、葡萄牙及法國是重要的漁獲之一，經濟價值頗高。肉質細，適合各種烹調方法食用。